# Jacob Andersson
Jacob Andersson, född 17 mars 1995 i Umeå, är en svensk professionell ishockeyspelare.

## Klubbar
- Skellefteå AIK SHL (2014/2015)
- VIK Västerås HK Hockeyallsvenskan (2015/2016)
- Asplöven HC Hockeyallsvenskan (2015/2016)
- IF Björklöven Hockeyallsvenskan (2016/2017 - 2018/2019)
- Skellefteå AIK SHL (2019/2020 - 2020/2021)